# Corona radiata

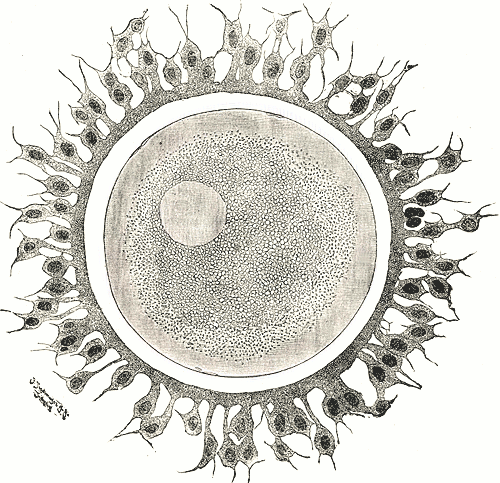
Menselijke eicel met eromheen een witte gordel, de zona pellucida, die op haar beurt weer omgeven wordt door de corona radiata

De corona radiata of corona radiata folliculi ovarii omgeeft een eicel en bestaat uit twee of drie cellagen van granulosacellen. Ze zitten vast aan de zona pellucida en hun belangrijkste taak is de eicel te voorzien van voedingsstoffen. Ze worden gevormd bij de ovulatie, maar kunnen eventueel verdwijnen na de bevruchting.